# 池谷貴行
池谷 貴行（いけや たかゆき、1963年 - ）は、日本の実業家。ティーサーブ創業者であり、代表取締役社長。

## 略歴
山梨県甲府市出身。長野県茅野市育ち。長野県諏訪清陵高等学校を経て、1年浪人して早稲田大学社会科学部へ進学するが、6年間在籍ののち中退。6年間で取得した単位は38単位。予備校時代、大学時代は数え切れないくらいのアルバイトと、仲間たちとの遊びに明け暮れる毎日を過ごす。 24歳から始めた麹町にあった外資系PR会社のメッセンジャーボーイのアルバイトをする中、効率化を目指し自分で20万円もするイタリア製のロードレーサーをローンで購入。1989年、事務所を構えず日比谷公園でポケベルひとつ持って自転車で待機するというスタイルで個人事業としてバイシクル・メッセンジャーの仕事で独立し、屋号を「東京メッセンジャー・サービス」とする。その後、高校時代からの友人である田中彰（のちの副社長）を誘い、事業を拡大し始める。1992年、有限会社ティーサーブ設立。1994年、株式会社に組織変更。業績を順調に伸ばし、メッセンジャービジネスの本場、アメリカから買収の声がかかる。現地の視察に赴くが、自社のシステムの方が格段に優れていることがわかり自信を深める。ティーサーブをモデルにした1999年公開の映画『メッセンジャー』のヒットで広く認知される。2004年、ティーサーブの活動自体がグッドデザイン賞の新領域デザイン部門を受賞。創業からいままでメッセンジャーを従業員として雇っていたが、2022年、「T-serv Original Professional（TOP）」という独自のプロメッセンジャー評価認定制度を作り、これに合格したメッセンジャーたちが個人事業主として従事している。

## メディア出演
- 『平成日本のよふけ』（ フジテレビ）